# Hal Williams
Hal Williams est un acteur américain né le 14 décembre 1938 à Columbus, Ohio (États-Unis), connu pour son rôle récurrent du flic noir "Smitty" dans Sanford and Son, et comme le patriarche "Lester Jenkins" dans 227 (en).

## Biographie
Hal Williams monte sur scène en 1969. Dès lors, il est apparu dans des comédies dont Hardcore, Private Benjamin (en), et La Relève. Dans les années 1990, il tient le premier rôle dans les Sinbad's productions, dont The Sinbad Show (en) et The Cherokee Kid (en). Plus récemment, il joue le grand-père dans Black/White.

## Filmographie
- 1969 : Worthy to Stand
- 1972 : Cool Breeze (en) : Harry, Policeman
- 1973 : Police Story (TV) : Marshall Rhodes
- 1974 : : Le Nouvel Amour de Coccinelle (Herbie Rides Again) de Robert Stevenson :
- 1974 : Sidekicks (en) (TV) : Max
- 1975 : On the Rocks (en) (série TV) : DeMott (1975-1976)
- 1977 : Off the Wall (TV) : Mother, former male army chef
- 1978 : Thou Shalt Not Commit Adultery (TV) : Boneyard
- 1979 : Hardcore : Big Dick Blaque
- 1979 : Racines 2 ("Roots: The Next Generations") (feuilleton TV) : Aleck Haley
- 1980 : The Sky Is Gray (TV) : Preacber
- 1980 : On the Nickel (en) : Paul
- 1980 : La Bidasse (Private Benjamin) de Howard Zieff : Sgt. L.C. Ross
- 1981 : Private Benjamin (en) (série TV) : Sgt. Ted Ross
- 1981 : Don't Look Back: The Story of Leroy 'Satchel' Paige (en) (TV) : Roberts
- 1982 : Hooker (TV) : Officer Brian
- 1982 : The Escape Artist de Caleb Deschanel : Cop at Mayor's Office
- 1983 : All the Money in the World (TV) : George Stowe
- 1984 : Shérif, fais moi peur (The Dukes of Hazzard) (TV) (Saison 6, épisode 22 "La confession de cooter") : Jonas Jones
- 1985 : 227 (en) (série TV) : Lester Jenkins
- 1990 : La Relève (The Rookie) : Powell
- 1993 : Percy & Thunder (TV) : Jiti Kalumbi
- 1993 : The Sinbad Show (en) (série TV) : Rudy Bryan
- 1995 : The West Side Waltz (TV) : Jonno
- 1996 : The Cherokee Kid (en) (TV) : Rev. Peel
- 2005 : Black/White (Guess Who) : Howard Jones